# Club Atlético Villa San Carlos
O Club Atlético Villa San Carlos, também conhecido como Villa San Carlos ou simplesmente San Carlos, é um clube de futebol argentino da cidade de Berisso, na província de Buenos Aires. Fundado em 25 de abril de 1925, suas cores são o azul-celeste e branco. Atualmente participa da Primera División C, a quarta divisão regionalizada do futebol argentino para as equipes diretamente afiliadas à Associação do Futebol Argentino (AFA), entidade máxima do futebol na Argentina. Seu estádio é o Genacio Sálice, inaugurado em 25 de maio de 1950, e tem capacidade aproximada para 4.000 espectadores.

## História
Em 25 de abril de 1925 foi fundado o Club Atlético Villa San Carlos. No futebol, depois de anos nas Liga Berissense e Liga Amateur Platense, o clube resolveu afiliar-se à Associação do Futebol Argentino (AFA) em 1965. O clube começou na disputa da quarta divisão (na época, a Primera D) em 1967 onde permaneceu até 1973, quando foi vice-campeão da divisão e conseguiu acesso à terceira divisão (na época, a Primera C). Na Primera C, o Villa San Carlos esteve presente até 1977, quando foi rebaixado para a Primera D. Conseguiu acesso para a Primera C em 1986, mas na temporada seguinte foi novamente rebaixado.
Depois de um estupendo certame na quinta divisão (Primera D) de 1992–93, o Celeste, dirigido por Rubén “El Chueco” Marchioni, chegou a final do torneio igualado em tudo com o Acassuso, como desempate foi disputada uma partida no estádio do Independiente em 10 de abril de 1993. Após um placar empatado no tempo normal, Marcelo Govoni fez aos dez minutos da prorrogação o gol que daria ao clube o primeiro campeonato e o terceiro acesso.
Depois de duas temporadas na quarta divisão (Primera C), o clube voltou a ser rebaixado. Na temporada de 2001–02 conseguiu um novo acesso e seu segundo título, o time dirigido por Carlos Gorostieta venceu o Sacachispas por 1–0 na final da Primera D realizada no estádio do Estudiantes de La Plata em 28 de julho de 2002. Em 18 de maio de 2009, o Villa San Carlos conseguiu acesso pela primeira vez em sua história para a Primera B ao sagrar-se campeão da Primera C de 2008–09.
O feito mais importante ainda estaria por vir, e em 25 de maio de 2013, o San Carlos conquistou a Primera B de 2012–13 e conseguiu o tão sonhado acesso para a Primera B Nacional, a segunda divisão do futebol argentino. A lua de mel com a segundona foi curta e depois de um temporada, o clube retornaria para a Primera B e no final da temporada de 2017–18, cairia mais uma vez para a Primera C.

## Títulos
| NACIONAIS | NACIONAIS  | NACIONAIS | NACIONAIS        |
| Divisão   | Competição | Títulos   | Temporadas       |
| --------- | ---------- | --------- | ---------------- |
| Terceira  | Primera B  | 1         | 2012–13          |
| Quarta    | Primera C  | 1         | 2008–09          |
| Quinta    | Primera D  | 2         | 1992–93, 2001–02 |